# Станіслава Корвін-Шимановська
Станіслава Корвін-Шимановська (пол. Stanisława Korwin-Szymanowska; 17 липня 1884 — 7 грудня 1938, Катовіце) — польська оперна співачка (ліричне та колоратурне сопрано).
Була дочкою Станіслава Шимановського та Анни, уродженої Таубе (1853—1943), сестрою Кароля (композитора), Фелікса (піаніста), Софії (письменниці та перекладачки) та Анни (архівістки). Навчалась у монастирській школі-інтернаті «Сакре-Кер» у Львові. Вона почала вивчати музику у своєму сімейному будинку, продовжила її у школі Нейгауза в Єлисаветграді та у Львові у Софії Козловської (у 1903—1906).
23 жовтня 1906 року вона дебютувала на сцені Львівської опери в «Казках Гофмана» Оффенбаха. Через рік вона вперше виступила у Варшавській філармонії. У 1914—1919 роках жила в Лозанні, де продовжила навчання співам та виступала в місцевому Оперному театрі. Після 1920 року виступала у Львові, Варшаві, Кракові, Ризькій опері, Парижі, Відні, Женеві, Франкфурті, Римі та Празі. Загалом вона виступала у Львівській опері протягом чотирьох мистецьких сезонів.
У 1934–1937 роках вона виступала разом із Генриком Штомпкою на пересувних концертах та шкільних виставах. Також вона проводила багато років педагогічної діяльності - у 1923–1927 рр. У Варшавській консерваторії, у 1929–1931 рр. у Школі музичного товариства в Любліні, у 1935–1937 рр. у консерваторії ім. Мечислава Карловича у Вільнюсі, з лютого 1938 року в Сілезькій музичній консерваторії в Катовіцах.
Була дружиною львівського промисловця - Стефана Бартошевича (1870–1934), з яким у неї народилася дочка Аліна, яка трагічно загинула. Кароль Шимановський присвятив ій Stabat Mater та цикл з 18 пісень пам’яті своєї племінниці. Станіслава Корвін-Шимановська з чоловіком та дочкою поховані у родинній гробниці на Личаківському цвинтарі у Львові.